# Tautenburger Wald

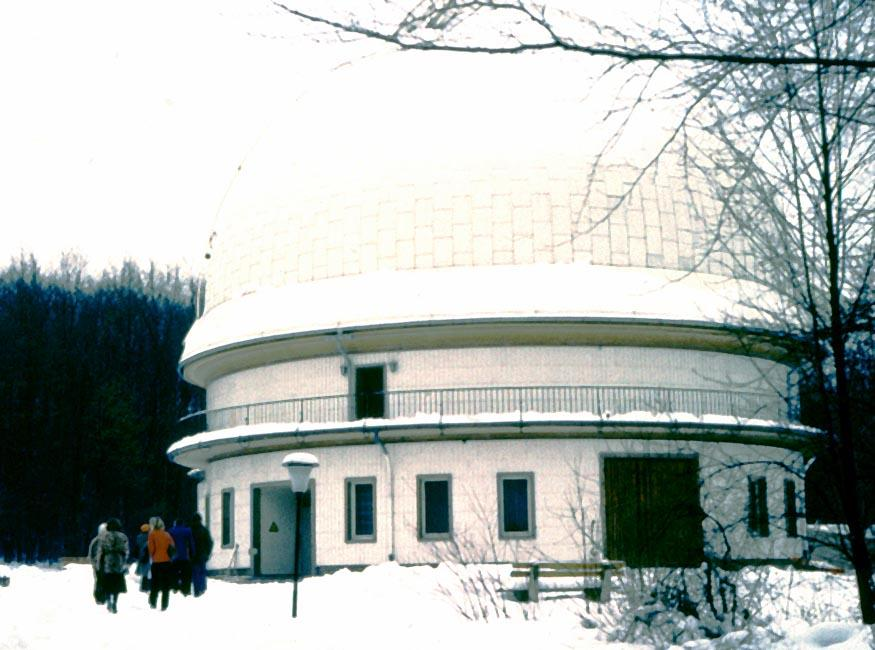
Karl-Schwarzschild-Observatorium der Thüringer Landessternwarte

Der Tautenburger Wald, auch Tautenburger Forst, ist ein Waldgebiet nordöstlich von Jena im Saale-Holzland-Kreis. Namensgebend ist die Gemeinde Tautenburg.

## Lage

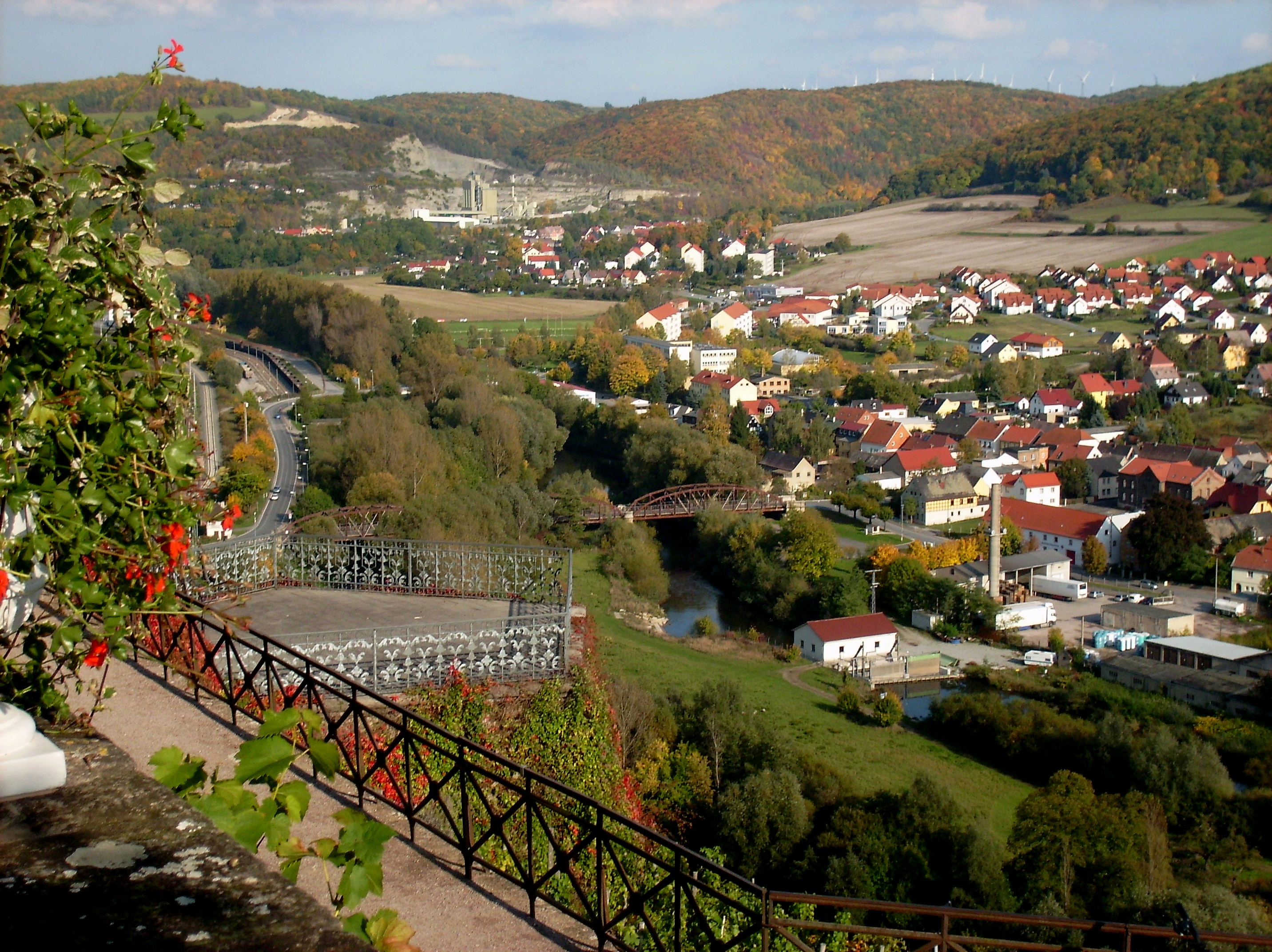
Die Landschaft östlich von Dorndorf an der Saale

Der Tautenburger Wald ist der nordöstliche Abschluss der Ilm-Saale-Platte, die rechts der Saale durch lineare Erosion markant in Einzelberge aufgelöst ist. Die Anhöhen bildeten ursprünglich ein geschlossenes Hochplateau mit der Wöllmisse, dem Hufeisen und den linkssaalischen Teilen der Jenaer Scholle. Die östlich der Saale und nördlich von dessen Zufluss Gleise gelegenen Erhebungen des Tautenburger Waldes bestehen überwiegend aus Muschelkalk und sind Standort für die ab 1957 errichtete Thüringer Landessternwarte Tautenburg. Die nördliche Abgrenzung des Naturraums ist mit bloßem Auge nur am Übergang von Bewaldung zu Ackerland erkennbar und befindet sich leicht südlich der Linie Wichmar-Schkölen-Heideland. Hier beginnt die von Lössschichten bedeckte Hermundurische Scholle.

## Geschichte
Der Tautenburger Wald war seit 1244 im Besitz der Schenken von Vargula, deren Tautenburger Zweig sich dann „Schenken von Tautenburg“ nannte, sie waren auch die bedeutendsten Herrscher im Dornburger Gebiet.
Als 1342 der Dornburger Anteil der Besitzungen der Schenken von Tautenburg durch Kauf an die Grafen von Schwarzburg überging, wurden von den beteiligten Amtmännern unzureichende Dokumente ausgefertigt, die noch im 18. Jahrhundert „Irrungen und Wirrungen“ zur Folge hatten. In der Fortsetzung der territorialen Entwicklung blieb das Waldgebiet zwischen Tautenburg und Dorndorf einem fortwährenden Prozess von Verkäufen und Vererbungen unterworfen.
Dornburger Anteil:
- 1357 begründen die Wettiner als Landesherren das „Amt Dornburg“
- 1485 wird als Folge der Sächsischen Landesteilung  Dornburg zunächst in den Besitz der Albertiner, dann aber bei einem Gebietstausch 1547 in den Besitz der Ernestiner übertragen, es fällt 1572 dem Herzogtum Sachsen-Weimar zu
- 1603 erfolgt eine Landesteilung und Zuführung des Gebietes zum Herzogtum Sachsen-Altenburg
- 1672, nach dem Absterben der Linie Sachsen-Altenburg, fällt es Sachsen-Jena zu
- 1691–1741 war es erneut dem Herzogtum Sachsen-Weimar, ab 1741 dem Herzogtum Sachsen-Weimar-Eisenach und 1815–1918 dem Großherzogtum Sachsen-Weimar-Eisenach zugeteilt.

Tautenburger Anteil:
- zunächst verblieb der Rest im Besitz der Schenken von Tautenburg, welche unter der Lehnsherrschaft des albertinischen Herzogtums standen
- ab 1547 unter der Lehnsherrschaft des albertinischen Kurfürstentums Sachsen
- nach dem Aussterben der Schenken von Tautenburg 1640 an Kursachsen heimgefallen und 1652 dem kursächsischen Amt Tautenburg zugeschlagen
- ab 1657 kurz zu einem oder mehreren Teilstaaten (in gemeinsamer Verwaltung?) gehörig
- dann bis 1718 zu Sachsen-Zeitz gehörig
- ab 1718 erneut dem Kurfürstentum Sachsen direkt zugehörig
- ab 1815 – als Ergebnis der Grenzkorrekturen beim Wiener Kongress dem Großherzogtum Sachsen-Weimar-Eisenach zugeteilt.

Die topographisch unzureichenden Grenzbeschreibungen und schwammige Formulierungen in der Definition der Jagd- und Nutzungsrechte hatten seit dem 16. Jahrhundert vermehrt zu Grenzkonflikten geführt, die als „Eichelstreit“ in den Gerichtsarchiven der beteiligten Ämter dokumentiert wurden. Der Name erklärt sich aus dem Eintrieb von Hausschweinen (in den Akten „Zahmschweine“ bezeichnet), Rindern und anderen Haustieren in die umstrittenen Forstbezirke und wurde als Gewohnheitsrecht aus alten Lehensverträgen der Schenken von Tautenburg abgeleitet. Die Gegenseite berief sich dann reflexartig auf entsprechende Rechtspositionen ihrer Grundherrschaften. Der Streit eskalierte mehrfach, wobei in einigen Fällen auch Förster und Waldaufseher als Geiseln abgeführt wurden. Meist wurden jedoch nur die in Körben und Säcken gesammelten Eicheln von den Grenzpatrouillen beschlagnahmt, oft auch mit dem Verprügeln der Grenzgänger verbunden (laut Gerichtsakten zur Abschreckung!). Die einzelnen Rechtspositionen wurden von den jeweiligen Landesherrschaften nur mit Desinteresse behauptet, da man dem Konflikt keine wirtschaftliche Bedeutung zumaß. So schwelte der Streit über zwei Jahrhunderte und entflammte meist mit dem Wechsel eines Amtmannes, Oberförsters oder einer Änderung der territorialen Zugehörigkeit neu auf. 1728 verständigte man sich schlussendlich auf eine gemeinsam finanzierte Grenzziehung mit „Versteinung“. Damit wurden auch die ebenfalls umstrittenen Rechte der Hutung und Waldgrasnutzung im Tautenburger Wald durch die jeweils angrenzenden Orte neu geregelt.
Nach Walther Pflug fand hier die Varusschlacht statt.

## Berge
Die wichtigsten Berge und Erhebungen des Tautenburger Waldes im engeren Sinne und der gesamten Muschelkalkplatte sind der Höhe nach:
- Mittelfelder (359,7 m), südlich von Rockau (Schkölen)
- Poxdorfer Höhe (356,0 m), nördlich von Poxdorf
- namenlose Kuppe (ca. 345 m), südlich von Tautenhain
- Pfennigsberg (324,3 m), südlich Frauenprießnitz
- Hohe Lehde (319,0 m), nördlich von Golmsdorf
- Hankelsberg (276,9 m), südlich von Steudnitz